# ヒメニシキタイヨウチョウ
ヒメニシキタイヨウチョウ（学名：Nectarinia bifasciata）は、スズメ目タイヨウチョウ科に分類される鳥類の一種。 

## 分布
アフリカ